# Verteidigungsbezirkskommando 83
Das Verteidigungsbezirkskommando 83 war ein Verteidigungsbezirkskommando der Bundeswehr mit Sitz des Stabs in Cottbus. Hauptaufgabe des Kommandos war die Territoriale Verteidigung in seinem Verteidigungsbezirk.

## Geschichte

### Aufstellung
Nach der Wiedervereinigung wurden im ehemaligen Militärbezirk III der Landstreitkräfte der Nationalen Volksarmee zügig die aus Westdeutschland bekannten territorialen Strukturen geschaffen (vgl. die Gliederung des Territorialheeres um 1989). Das Verteidigungsbezirkskommando 83 wurde zur Einnahme der Heeresstruktur V Anfang der 1990er-Jahren als Teil des Territorialheeres ausgeplant und dem Befehlshaber im Wehrbereich VIII unterstellt. Angelehnt an die zivile Verwaltungsgliederung in Westdeutschland sollte der Verteidigungsbezirk in etwa einem (zukünftigen) Regierungsbezirk entsprechen. Bei der Aufstellung orientierte man sich aber beim Zuschnitt des neuen Verteidigungsbezirks zunächst noch ungefähr an dem aus der Deutschen Demokratischen Republik bekannten Bezirk Cottbus. Entsprechend war auch der Standort des Stabs Cottbus.

### Wechsel zum Wehrbereichskommando VII
Zum 1. Oktober 1997 wurde das Wehrbereichskommando VIII aufgelöst. Die Führung der Verteidigungsbezirkskommandos in Brandenburg, also auch die Führung des Verteidigungsbezirkskommandos 83, wurde dem Wehrbereichskommando VII übertragen.

### Auflösung
Analog zur Reduzierung der Anzahl der Verteidigungsbezirkskommandos in anderen Ländern wurde in Brandenburg zum 31. März 1999 das Verteidigungsbezirkskommando 83 außer Dienst gestellt. Der westliche Teil des Verteidigungsbezirks 83 wurde dem Verteidigungsbezirk 84 eingegliedert. Der östliche Teil des Verteidigungsbezirks 83 wurde dem Verteidigungsbezirk 85 zugeschlagen.

## Verbandsabzeichen

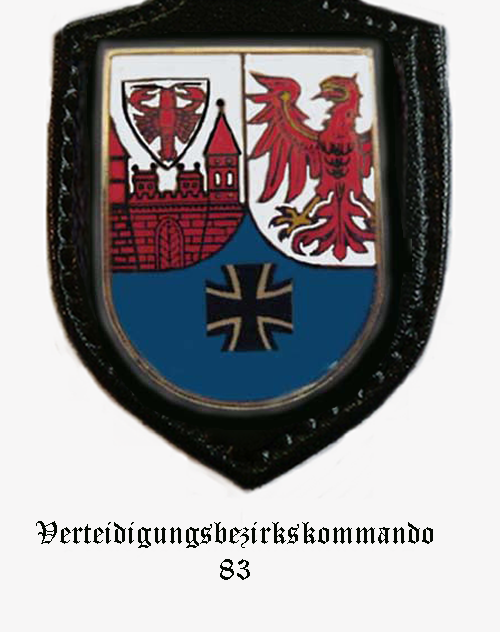
Internes Verbandsabzeichen des Stabes/Stabskompanie

Das Verteidigungsbezirkskommando führte aufgrund seiner Ausplanung als überwiegend nicht aktiver Truppenteil kein eigenes Verbandsabzeichen. Die wenigen aktiven Soldaten trugen daher das Verbandsabzeichen des übergeordneten Wehrbereichskommandos.
Als „Abzeichen“ wurde daher unpräzise manchmal das interne Verbandsabzeichen des Stabes und der Stabskompanie „pars pro toto“ für das gesamte Verteidigungsbezirkskommando genutzt. Das interne Verbandsabzeichen zeigte als Hinweis auf den Stationierungsraum als Figur den Brandenburgischen Adler wie im Landeswappen, rechts oben das Stadtwappen Cottbus mit Burg und Krebs. Das Eiserne Kreuz ist das Hoheitszeichen der Bundeswehr.